# Morte in Paradise
Morte in Paradise (titolo originale A Dinner to Die For) è un romanzo giallo del 1987 di Susan Dunlap, quinto della serie di polizieschi con protagonista la detective Jill Smith della polizia di Berkeley. Il romanzo è stato pubblicato nel 1988 nella collana Il Giallo Mondadori con il numero 2081.

## Trama
La detective Jill Smith della polizia di Berkeley in California rientra in servizio dopo un incidente in elicottero e viene subito coinvolta dall'ispettore Doyle nel caso dell'omicidio di Mitchell Biekma, il proprietario del Paradise, uno dei migliori ristoranti del "ghetto gourmet" della città. Biekma è morto al Paradise dopo aver mangiato una minestra condita con rafano che gli aveva provocato una violenta reazione gastrica.

## Edizioni
- Susan Dunlap, Morte in Paradise, collana Il Giallo Mondadori n. 2081, Arnoldo Mondadori Editore, 1988,  pag. 173.